# Ја одлазим
„Ја одлазим” је први албум Бубе Мирановић, издат 1989. године.

## Списак песама
1. Ја одлазим 
(A. Драган - М. Ж. Илић)
2. Дођи, не брини 
(A. Драган - М. Ж. Илић)
3. Не дам да ме лажу 
(A. Драган - М. Ж. Илић)
4. Џентлмен и дама шиз 
(A. Драган - Мирослав Чукић)
5. Нек се зна 
(A. Драган - М. Ж. Илић)
6. Хвала ти што си дошао 
(Д. Александрић - М. Ж. Илић)
7. Буди кћери паметна 
(Д. Александрић - М. Ж. Илић)
8. Она те је одвела 
(Д. Александрић - М. Ж. Илић)